# Tournoi de tennis de Lexington
Le Kentucky Bank Tennis Championships est un tournoi international de tennis masculin et féminin des circuits professionnels Challenger et ITF. Il a lieu tous les ans au mois de juillet à Lexington (Kentucky), aux États-Unis. Créé en 1995 chez les hommes et 2 ans plus tard pour les femmes, il se joue sur dur en extérieur et il fait partie de l'USTA Pro Circuit Wild Card Challenge qui permet de déterminer quel joueur et joueuse Américain(e) obtient l'invitation pour disputer l'US Open.
En 2020 se tient une édition féminine classée en catégorie WTA Intern'I.

## Palmarès messieurs

### Simple
| Année | Vainqueur                              | Finaliste                              | Score                                  |
| ----- | -------------------------------------- | -------------------------------------- | -------------------------------------- |
| 1995  | Mark Knowles                           | Kenny Thorne                           | 6-4, 7-5                               |
| 1996  | Steve Bryan                            | Nicola Bruno                           | 6-2, 6-4                               |
| 1997  | Wayne Black                            | Gianluca Pozzi                         | 6-4, 6-1                               |
| 1998  | Paul Goldstein                         | Lee Hyung-taik                         | 6-1, 6-4                               |
| 1999  | Harel Levy                             | Kevin Kim                              | 6-4, 7-64                              |
| 2000  | Takao Suzuki                           | Justin Gimelstob                       | 2-1 ab.                                |
| 2001  | Paul Goldstein                         | Jack Brasington                        | 1-6, 6-3, 6-2                          |
| 2002  | Scott Draper                           | Paul Goldstein                         | 4-6, 6-4, 6-4                          |
| 2003  | Frank Dancevic                         | Petr Kralert                           | 7-5, 6-4                               |
| 2004  | Matías Boeker                          | Jesse Witten                           | 6-2, 4-6, 7-65                         |
| 2005  | Dudi Sela                              | Bobby Reynolds                         | 6-3, 3-6, 6-4                          |
| 2006  | Lee Hyung-taik                         | Amer Delić                             | 5-7, 6-2, 6-3                          |
| 2007  | John Isner                             | Brian Wilson                           | 69-7, 6-3, 6-4                         |
| 2008  | Somdev Devvarman                       | Robert Kendrick                        | 6-3, 6-3                               |
| 2009  | Harel Levy                             | Alex Kuznetsov                         | 6-4, 4-6, 6-2                          |
| 2010  | Carsten Ball                           | Jesse Levine                           | 6-4, 7-61                              |
| 2011  | Wayne Odesnik                          | James Ward                             | 7-5, 6-4                               |
| 2012  | Denis Kudla                            | Érik Chvojka                           | 5-7, 7-5, 6-1                          |
| 2013  | James Ward                             | James Duckworth                        | 4-6, 6-3, 6-4                          |
| 2014  | James Duckworth                        | James Ward                             | 6-3, 6-4                               |
| 2015  | John Millman                           | Yasutaka Uchiyama                      | 6-3, 3-6, 6-4                          |
| 2016  | Ernesto Escobedo                       | Frances Tiafoe                         | 6-2, 66-7, 7-63                        |
| 2017  | Michael Mmoh                           | John Millman                           | 4-6, 7-63, 6-3                         |
| 2018  | Lloyd Harris                           | Stefano Napolitano                     | 6-4, 6-3                               |
| 2019  | Jannik Sinner                          | Alex Bolt                              | 6-4, 3-6, 6-4                          |
| 2020  | Édition annulée (pandémie de Covid-19) | Édition annulée (pandémie de Covid-19) | Édition annulée (pandémie de Covid-19) |
| 2021  | Jason Kubler                           | Alejandro Tabilo                       | 7-5, 62-7, 7-5                         |
| 2022  | Shang Juncheng                         | Emilio Gómez                           | 6-4, 6-4                               |
| 2023  | Steve Johnson                          | Arthur Cazaux                          | 7-65, 6-4                              |

### Double
| Année | Vainqueurs                            | Finalistes                       | Score             |
| ----- | ------------------------------------- | -------------------------------- | ----------------- |
| 1995  | Fernon Wibier Chris Woodruff          | Jamie Morgan Andrew Painter      | 7-5, 6-2          |
| 1996  | Geoff Grant Grant Stafford            | Chad Clark Tamer El-Sawy         | 7-5, 6-1          |
| 1997  | Wayne Black Brian MacPhie             | David DiLucia Bryan Shelton      | 6-4, 7-5          |
| 1998  | Ben Ellwood Lleyton Hewitt            | Paul Goldstein Jim Thomas        | 5-7, 6-3, 6-2     |
| 1999  | Michael Sell Gabriel Trifu            | Scott Humphries Kevin Kim        | 7-64, 65-7, 6-4   |
| 2000  | Lorenzo Manta Laurence Tieleman       | Grant Stafford Wesley Whitehouse | 7-65, 7-63        |
| 2001  | John-Laffnie de Jager Robbie Koenig   | Paul Kilderry Jack Waite         | 7-61, 7-5         |
| 2002  | Jack Brasington Glenn Weiner          | Brandon Coupe Eric Taino         | 6-2, 4-6, 7-5     |
| 2003  | Jonathan Erlich Takao Suzuki          | Matías Boeker Travis Parrott     | 6-4, 6-1          |
| 2004  | Matías Boeker Amer Delić              | Harsh Mankad Jason Marshall      | 7-5, 6-4          |
| 2005  | Scoville Jenkins Bobby Reynolds       | Roger Anderson Rik De Voest      | 6-4, 6-4          |
| 2006  | Sanchai Ratiwatana Sonchat Ratiwatana | John Isner Colin Purcell         | 7-65, 4-6, [10-6] |
| 2007  | Brendan Evans Ryan Sweeting           | Ross Hutchins Phillip Simmonds   | 6-4, 6-4          |
| 2008  | Alessandro da Col Andrea Stoppini     | Olivier Charroin Érik Chvojka    | 6-2, 2-6, [10-8]  |
| 2009  | Kevin Anderson Ryler DeHeart          | Amir Hadad Harel Levy            | 6-4, 4-6, [10-6]  |
| 2010  | Raven Klaasen Izak van der Merwe      | Kaden Hensel Adam Hubble         | 5-7, 6-4, [10-6]  |
| 2011  | Jordan Kerr David Martin              | James Ward Michael Yani          | 6-3, 6-4          |
| 2012  | Austin Krajicek John Peers            | Tennys Sandgren Rhyne Williams   | 6-1, 7-64         |
| 2013  | Frank Dancevic Peter Polansky         | Bradley Klahn Michael Venus      | 7-5, 6-3          |
| 2014  | Peter Polansky Adil Shamasdin         | Chase Buchanan James McGee       | 6-4, 6-2          |
| 2015  | Carsten Ball Brydan Klein             | Dean O'Brien Ruan Roelofse       | 6-4, 7-64         |
| 2016  | Luke Saville Jordan Thompson          | Nicolaas Scholtz Tucker Vorster  | 6-2, 7-5          |
| 2017  | Alex Bolt Max Purcell                 | Tom Jomby Eric Quigley           | 7-5, 6-4          |
| 2018  | Robert Galloway Roberto Maytín        | Joris De Loore Marc Polmans      | 6-3, 6-1          |
| 2019  | Diego Hidalgo Martin Redlicki         | Roberto Maytín Jackson Withrow   | 6-2, 6-2          |
| 2020  | Édition annulée                       | Édition annulée                  | Édition annulée   |
| 2021  | Liam Draxl Stefan Kozlov              | Alex Rybakov Reese Stalder       | 6-2, 65-7, [10-7] |

## Palmarès dames

### Simple
| No | Date       | Nom et lieu du tournoi                                 | Catégorie | Dotation  | Surface    | Vainqueure         | Finaliste         | Score         |         |
| -- | ---------- | ------------------------------------------------------ | --------- | --------- | ---------- | ------------------ | ----------------- | ------------- | ------- |
| 10 | 24-07-2006 | Fifth Third Bank Tennis Championships, Lexington       | ITF       | 50 000 $  | Dur (ext.) | Camille Pin        | Abigail Spears    | 7-5, 7-5      |         |
| 11 | 23-07-2007 | Fifth Third Bank Tennis Championships, Lexington       | ITF1      | 50 000 $  | Dur (ext.) | Stéphanie Dubois   | Anne Keothavong   | 4-6, 6-3, 6-3 |         |
| 12 | 21-07-2008 | Fifth Third Bank Tennis Championships, Lexington       | ITF1      | 50 000 $  | Dur (ext.) | Melanie Oudin      | Carly Gullickson  | 6-4, 6-2      |         |
| 13 | 20-07-2009 | Fifth Third Bank Tennis Championships, Lexington       | ITF1      | 50 000 $  | Dur (ext.) | Sania Mirza        | Julie Coin        | 7-65, 6-4     |         |
| 14 | 19-07-2010 | Fifth Third Bank Tennis Championships, Lexington       | ITF1      | 50 000 $  | Dur (ext.) | Kurumi Nara        | Stéphanie Dubois  | 6-4, 6-4      |         |
| 15 | 18-07-2011 | Fifth Third Bank Tennis Championships, Lexington       | ITF1      | 50 000 $  | Dur (ext.) | Chiara Scholl      | Amanda Fink       | 6-1, 6-1      |         |
| 16 | 23-07-2012 | Fifth Third Bank Tennis Championships, Lexington       | ITF1      | 50 000 $  | Dur (ext.) | Julia Glushko      | Johanna Konta     | 6-3, 6-0      |         |
| 17 | 22-07-2013 | Fifth Third Bank Tennis Championships, Lexington       | ITF1      | 50 000 $  | Dur (ext.) | Shelby Rogers      | Julie Coin        | 6-4, 7-63     |         |
| 18 | 21-07-2014 | Kentucky Bank Tennis Championships, Lexington          | ITF1      | 50 000 $  | Dur (ext.) | Madison Brengle    | Nicole Gibbs      | 6-3, 6-4      |         |
| 19 | 27-07-2015 | Kentucky Bank Tennis Championships, Lexington          | ITF1      | 50 000 $  | Dur (ext.) | Nao Hibino         | Samantha Crawford | 6-2, 6-1      |         |
| 20 | 25-07-2016 | Kentucky Bank Tennis Championships, Lexington          | ITF1      | 50 000 $  | Dur (ext.) | Michaëlla Krajicek | Arina Rodionova   | 6-0, 2-6, 6-2 |         |
| 21 | 31-07-2017 | Kentucky Bank Tennis Championships, Lexington          | ITF1      | 60 000 $  | Dur (ext.) | Grace Min          | Sofia Kenin       | 6-4, 6-1      |         |
| 22 | 30-07-2018 | Kentucky Bank Tennis Championships, Lexington          | ITF1      | 60 000 $  | Dur (ext.) | Asia Muhammad      | Ann Li            | 7-5, 6-1      |         |
| 23 | 29-07-2019 | Kentucky Bank Tennis Championships, Lexington          | ITF       | 60 000 $  | Dur (ext.) | Kim Da-bin         | Ann Li            | 6-1, 6-3      |         |
| 24 | 10-08-2020 | The Top Seed Open by Bluegrass Orthopaedics, Lexington | Intern'l  | 202 250 $ | Dur (ext.) | Jennifer Brady     | Jil Teichmann     | 6-3, 6-4      | Tableau |

### Double
| No | Date       | Nom et lieu du tournoi                                | Catégorie | Dotation  | Surface    | Vainqueures                               | Finalistes                                | Score              |         |
| -- | ---------- | ----------------------------------------------------- | --------- | --------- | ---------- | ----------------------------------------- | ----------------------------------------- | ------------------ | ------- |
| 10 | 24-07-2006 | Fifth Third Bank Tennis Championships Lexington       | ITF       | 50 000 $  | Dur (ext.) | Chan Chin-wei Abigail Spears              | Akgul Amanmuradova Varvara Lepchenko      | 6-1, 6-1           |         |
| 11 | 23-07-2007 | Fifth Third Bank Tennis Championships Lexington       | ITF1      | 50 000 $  | Dur (ext.) | Melinda Czink Lindsay Lee-Waters          | Casey Dellacqua Natalie Grandin           | 6-2, 7-67          |         |
| 12 | 21-07-2008 | Fifth Third Bank Tennis Championships Lexington       | ITF1      | 50 000 $  | Dur (ext.) | Chan Chin-wei Kimberly Couts              | Lindsay Lee-Waters Melanie Oudin          | 2-6, 6-3, [10-8]   |         |
| 13 | 20-07-2009 | Fifth Third Bank Tennis Championships Lexington       | ITF1      | 50 000 $  | Dur (ext.) | Chang Kai-chen Tetiana Luzhanska          | Jacqueline Cako Alison Riske              | 6-3, 6-2           |         |
| 14 | 19-07-2010 | Fifth Third Bank Tennis Championships Lexington       | ITF1      | 50 000 $  | Dur (ext.) | Bojana Bobusic Christina Fusano           | Jacqueline Cako Story Tweedie-Yates       | 6-4, 6-2           |         |
| 15 | 18-07-2011 | Fifth Third Bank Tennis Championships Lexington       | ITF1      | 50 000 $  | Dur (ext.) | Tamaryn Hendler Chiara Scholl             | Lindsay Lee-Waters Megan Moulton-Levy     | 7-69, 3-6, [10-7]  |         |
| 16 | 23-07-2012 | Fifth Third Bank Tennis Championships Lexington       | ITF1      | 50 000 $  | Dur (ext.) | Shuko Aoyama Xu Yifan                     | Julia Glushko Olivia Rogowska             | 7-5, 64-7, [10-4]  |         |
| 17 | 22-07-2013 | Fifth Third Bank Tennis Championships Lexington       | ITF1      | 50 000 $  | Dur (ext.) | Nicha Lertpitaksinchai Peangtarn Plipuech | Julia Glushko Chanel Simmonds             | 7-65, 6-3          |         |
| 18 | 21-07-2014 | Kentucky Bank Tennis Championships Lexington          | ITF1      | 50 000 $  | Dur (ext.) | Jocelyn Rae Anna Smith                    | Shuko Aoyama Keri Wong                    | 6-4, 6-4           |         |
| 19 | 27-07-2015 | Kentucky Bank Tennis Championships Lexington          | ITF1      | 50 000 $  | Dur (ext.) | Nao Hibino Emily Webley-Smith             | Nicha Lertpitaksinchai Peangtarn Plipuech | 6-2, 6-2           |         |
| 20 | 25-07-2016 | Kentucky Bank Tennis Championships Lexington          | ITF1      | 50 000 $  | Dur (ext.) | Hiroko Kuwata Zhu Lin                     | Sophie Chang Alexandra Mueller            | 6-0, 7-5           |         |
| 21 | 31-07-2017 | Kentucky Bank Tennis Championships Lexington          | ITF1      | 60 000 $  | Dur (ext.) | Priscilla Hon Vera Lapko                  | Hiroko Kuwata Valeria Savinykh            | 6-3, 6-4           |         |
| 22 | 30-07-2018 | Kentucky Bank Tennis Championships Lexington          | ITF1      | 60 000 $  | Dur (ext.) | Hayley Carter Ena Shibahara               | Sanaz Marand Victoria Rodríguez           | 6-3, 6-1           |         |
| 23 | 29-07-2019 | Kentucky Bank Tennis Championships Lexington          | ITF       | 60 000 $  | Dur (ext.) | Robin Anderson Jessika Ponchet            | Ann Li Jamie Loeb                         | 7-64, 65-7, [10-7] |         |
| 24 | 10-08-2020 | The Top Seed Open by Bluegrass Orthopaedics Lexington | Intern'l  | 202 250 $ | Dur (ext.) | Hayley Carter Luisa Stefani               | Marie Bouzková Jil Teichmann              | 6-1, 7-5           | Tableau |